# Ілля Хренов
Ілля «Литвин» Хренов (біл. Ілья «Літвін» Хрэнаў; 1994 або 1995, Мінськ, Білорусь — 3 березня 2022, Буча, Україна) — білоруський доброволець, який брав участь в Російсько-українській війні на боці України.

## Біографія
Виріс у Лошиці (район Мінська) в багатодітній родині — був п'ятою дитиною. Навчався в автотехнікумі, потім влаштувався на МАЗ.
У 2014 році він пішов добровольцем в Україну і вступив до батальйону «Азов», який тільки формувався. Він вірив, що в Україні визначиться свобода Білорусі. Служив у розвідувальному підрозділі «Азову», брав участь у всіх відомих операціях — Іловайськ, Мар'їнка, Широкіно.
Залишивши службу, пішов на курси програмування і почав працювати у сфері високих технологій, жив в Броварах. У грудні 2017 року одружився. Під час протестів у Білорусі (2020—2021) у вільний час допомагав білорусам, які постраждали від репресій режиму Лукашенка.
Після початку повномасштабного російського вторгнення в Україну 24 лютого 2022 року Хренов першим із білоруських добровольців записав відео із закликом захищати Україну: «Сьогодні Росія знову показала своє справжнє обличчя і підступно напала на Україну. Ми, у свою чергу, білоруси, не залишимося осторонь цієї війни і будемо воювати на боці України.»
3 березня 2022 року отримав поранення в боях за Бучу. Хренову зробили операцію, але врятувати його не вдалося. Він став першим білоруським добровольцем, який загинув під час повномасштабного вторгнення. Церемонія прощання відбулася 5 квітня 2022 року, оскільки тіло не вдалося дістати з поля бою до відходу Росії з півночі України.

## Висловлювання
- «Це [українці] мій братній народ, я не міг сидіти спокійно, коли українців почали вбивати.»[5][7][9][10]
- «Кожен білорус сам обирає, що йому робити: хочеш — пиши коментарі, хочеш бути за кермом — будь водієм, хочеш бити окупантів — отже бий їх!»

## Нагороди
- Медаль ордена Погоні (Рада БНР; 24 листопада 2022, посмертно)[11]

## Вшанування пам'яті
У березні 2022 року білоруси Одеси створили добровольчий загін імені Іллі Литвина для допомоги Збройним силам України.